# Герб Новогрудского воеводства
Герб Новогрудского воеводства (пол. Herb województwa nowogródzkiego) — официальный символ Новогрудского воеводства Великого княжества Литовского и Речи Посполитой.
Новогрудская земля была ядром Великого княжества Литовского (далее — ВКЛ) при Миндовге. До 1323 года Новогородок (Новогрудок) был столицей Великого Княжества Литовского. Новогрудское воеводство было выделено в 1507 году из Виленского. Герб создан в 1507—1517 годах и окончательно закрепился за воеводством к 1529 году.

## Описание
Описание герба по гербовнику Stemmata Polonica (ок. 1555 г.) : «в поле блакитном архангел Михаил у ворот рая с мечом в правой руке и расправленными крыльями, в белой одежде, лицо и руки натурального цвета».

## История герба
Герб Новогрудского воеводства с изображением Архангела Михаила, вероятно, создан в 1507—17 годах по образцу герба Киевского воеводства, когда киевская хоругвь обзавелась гербом с изображением медведя. Окончательно герб закрепился за Новогрудским воеводством на Виленском Сейме 1529 года. Первоначальный вид и цвет герба были зафиксированы в гербовнике Stemmata Polonica.
Изображение в голубом поле серебряного Архангела Михаила с мечом — единственный геральдический символ Новогрудского воеводства в ВКЛ. Именно оно была на воеводской хоругве в 1507—1565/1566 годах. После реформ 1565—66 годов, в результате процесса унификации изображений на воеводских хоругвях, наряду с гербом воеводства в виде Архангела Михаила был введён государственный герб Погоня, что было юридически закреплено Статутом ВКЛ. Информация о давнем Новогрудском гербе, записанная Попроцким, и интерпретированная последним в форме «чёрного ангела», была ошибкой, повторенной затем многократно. Это привела к тому, что с конца 1570-х годов и по конец XVIII века в геральдической и исторической литературе Речи Посполитой Новогрудскому воеводству приписывают «ошибочный» герб с изображением «чёрного ангела» и Погони. В некоторых гербовниках мог быть перепутан герб воеводства с городским гербом Новогрудка. Кроме того, иногда к числу новогрудских гербов добавляют герб с изображением красного геральдического креста в серебряном поле.
Арсенальский гербовник Stemmata Polonica, датируемый 1555 годом, в разделе гербов ВКЛ приводит неподписанное изображение герба, который публикатор гербовника Галена Полячковна отнесла к Новогрудскому воеводству: в голубом поле Архангел Михаил с мечом в правой руке, с раскинутыми за спиной крыльями, в серебряном хитоне, лицо и руки естественного цвета. Такую идентификацию герба поддержал польский историк С. К. Кучиньский. Отсутствие подписей у герба в Stemmata Polonica создаёт трудности в идентификации, ведь изображение ангела напоминало герб Киевского воеводства, который был помещён на больших печатях ВКЛ, начиная с Александра Казимировича. К тому же количество и состав гербов в Stemmata Polonica не позволяют легко отождествлять их с гербами на больших печатях ВКЛ. Например, гербы Смоленского воеводства в гербовнике (ок. 1555 г.) и на больших печатях ВКЛ до середины XVI века были года различные.
Белорусский историк А. Шаланда, глубоко изучивший геральдику ВКЛ, считает, что принадлежность герба с изображением Архангела Михаила в Арсенальском гербовнике к Киевскому воеводству проблематична, так как в гербовнике ему соответствует другой герб, вероятнее всего, с изображением идущего чёрного медведя в зелёно-голубом поле, который польский хронист М. Бельский видел на похоронах Сигизмунда Старого в 1548 г. и назвал третьим государственным гербом ВКЛ. Вероятно, что во времена правления великого князя литовского Сигизмунда Старого (1506—1548) для символического представления смоленской и киевской знати в Сейме ВКЛ были созданы новые гербы, в результате чего герб с архангелом закрепился за шляхтой Новогрудского воеводства.
По всей видимости, это было результатом двух фактов. Первый — это не совсем обычный путь, которым было создано Новогрудское воеводство в ВКЛ. Сигизмунд старый перевёл киевского воеводу князя Ивана Львовича Глинского в Новогрудок и «…не хотечи его писати в титуле его иначе как перед тем писан; и теж места его от него не отдаляючи, имеем его воеводою Новгородским и маршалком нашим в титуле его писать; а место в раде межи панов рады наше великого князства Литовского, дали есмо ему подлее пана старосты Жомойтского…». Около 1517 года впервые упоминается и Новогрудский хорунжий. Второй фактор — это традиционный для Новогрудской земли культ Архангела Михаила.
- Земельный герб ВКЛ в Португальском королевском гербовнике, 1416
- Архангел с огненным мечом. Герб воеводства из польского издания Статута 1588 года
- Прорисовка герба с большой литовской печати последнего Великого князя Литовского Станислава Августа. 1764
- Герба воеводства с открытки начала XX века

### Значение Погони на хоругве воеводства
Погоня как герб Новогрудской земли упоминается Яном Длугошем при описании хоругвей войска ВКЛ в битве под Грюнвальдом 1410 года: «знамёна же, определённые таким хоругвям, были почти все одинаковы, ибо почти каждая имела на знамени воина в доспехах, сидящего на белом, иногда чёрном, либо гнедом, либо пегом коне и потрясающего мечом в простёртой руке, на красном поле». Однако «Хроника» писалась Яном Длугошем гораздо позже после упомянутого события, в 1460—80 годах, а потому его сведения о хоругви земель ВКЛ вызвали сомнение. Польский исследователь Е. Лойко (пол. Jerzy Łojko) считает, что хронист на самом деле не знал, как выглядели все земельные хоругви ВКЛ. Аналогичного мнения придерживается и польский геральдист Стефан Кшиштоф Кучиньский. Если допустить, что в 1410 году существовала Новогрудская хоругвь, то можно предположить, что Погоня на хоругве, которая была выдана великим князем литовским Витовтом рыцарству Новогрудской земли перед битвой под Грюнвальдом, была скорее династическим и государственным гербом, чем земельным.
Тем не менее, Погоня всё же была на хоругве Новогрудского воеводства ВКЛ, но фиксируется это в источниках гораздо более позднего времени — во второй половине XVI века. Статут 1566 года (раздел 4, Статья 10) предписывал использовать на земских печатях поветов ВКЛ Погоню: «даём под гербом того барства нашего Великого Княжества Литовского, погонею, печать до кождого повета». Согласно «Списанья поветов Великого Князства Литовского и врадников в них», сделанного на Виленском Сейме 1565—1566 годов, хоругвь Новогрудского воеводства выглядела следующим образом: «хоруговъ пелистая, въ беломъ полю гербъ». Однако, в Статуте 1566 года говорится о Погоне не как о земельном, а как о государственном гербе ВКЛ. Статья Статута может свидетельствовать только о процессе унификации гербов на хоругвях воеводств и уездов ВКЛ накануне унии с Польским Королевством. В «Описании Европейской Сарматии» Александра Гваньини (1579 г.) о хоругви Новогрудского воеводства однозначно говорится, что речь идёт о государственном гербе княжества (лат. «Vexillum bicorne rubei coloris Stemmate Magni Ducatus, in campo albo insignitum in bello gestat»). Эту же фразу в польском издании «Описания» 1611 г. приводит Мартин Пашковский (пол. «Chorągiew o dwu rogach masci czerwoney taż co y Wielkiego X. Litew: Mąż zbroyny na koniu białym z miczem...»). Таким образом, Погоня не являлась гербом Новогрудского воеводства, а была символом государственной принадлежности на его хоругве.
Аналогичная ситуация была с воеводскими печатями. Например, до 1569 года на печати Киевского воеводства был изображён литовский герб Погоня. После Люблинской унии, когда воеводство вошло в состав Королевства Польского, изготовили новую печать, на которой был изображён орёл — польский герб.

### «Чёрный ангел» Папроцкого
Первым автором, который упоминает «чёрного ангела» (пол. Anyoła czarnego) в качестве герба воеводства, был Бартош Папроцкий. Он в 1578 году издал произведение «Гнездо добродетели…» (пол. «Gniazdo cnoty...»), где среди прочего отметил, что Новогрудское воеводство использует герб в виде чёрного ангела в красном поле (пол. «Woiewodztwo Nowogrodzkie Anyoła czarnego w polu czerwonym [używa]»). В своей работе «Гербы польского рыцарства» (1584) Папроцкий повторил эту информацию.
На помещённой в его книгах гравюре было следующее изображение: на картуше чёрный ангел в длинном чёрном хитоне с раскинутыми за спиной чёрными крыльями и нимбом над головой. На современных ему больших печатях ВКЛ Сигизмунда Августа, Генриха Валуа и Стефана Батория герб с изображением вооружённого архангела был всегда подписан как киевский (лат. «КIОVIEN»). Герб Новогрудка с изображением Архангела Михаила с крыльями за спиной с мечом и весами был предоставлен городу только в 1595 году. А. Шаланда считает, что Папроцким информация о воеводском гербе взята «из устных реляций» современных ему хорунжих и хорунжичей из ВКЛ. Среди них были Новогрудские хорунжий Иван Харитонович и хоружич Семен Иванович, упоминаемые в 1561 году. Следовательно, в этот год такая хоругвь Новогрудского воеводства существовала и только в 1565—1566 годах была заменена на новую с Погоней.
По мнению А. Шаланды «Черный ангел» Папроцкого получился в результате ошибки. Автор геральдического издания «Гнезда добродетели…» столкнулся с определённым противоречием. Так, на большой печати ВКЛ Стефана Батория, датированной 1576 годом, он видел, что герб с изображением Архангела Михаила с мечом подписан как «Киевский», а из устного сообщения новогрудцев знал, что изображение архангела было до 1565—1566 годов на хоругве Новогрудского воеводства. Понимая, что в двух разных воеводств не может быть одинакового герба, он сделал Новогрудского архангела чёрным в красном поле. Для отличия последний ещё остался с пустыми руками, превратившись из архангела Михаила просто в ангела. Не исключена также и ошибка резчика гравюры, сделавшего её в негативе.
Именно такой образ и закрепился в геральдической литературе как герб Новогрудского воеводства в более поздние времена. Уже Йоахим Бельский в «Хронике польской», изданной в Кракове в 1597 году, не только использовал ту же гравюрную доску для иллюстрации, что и Попроцкий, но и сделал хоругвь Новогрудского воеводства двугербовой: «Воеводство Новогрудское имеет на хоругвях с одной стороны Ангела чёрного в красном поле, а с другой — Погоню» (пол. Woiewodztwo Nowogrodzkie ma na chorągwi po iedney stronie Anioła czarnego w polu czerwonym a po drugiey Pogonią). Эта же информация и эта же гравюра были повторены в книге Станислава Германьского «Сумма клейнотов или гербов…» (1621) и в анонимном издании «Клейноты или гербы…» (1630).
Так, благодаря неоднократно повторённой ошибке, герб с чёрным ангелом закрепился в качестве символа Новогрудского воеводства ВКЛ в Речи Посполитой, что имело последствия и для гербового состава больших печатей ВКЛ. Так на больших печатях ВКЛ эпохи Вазов (1587—1668) герб с изображением архангела ещё выполнял функцию символа Киевского воеводства. Но при короле польском и великом князе литовском Михале Корибуте Вишневецком (1669—1673) в число земельных гербов для большой печати, где был представлен также и жемойтский вздыбленный медведь, ввели в качестве киевского герб изображение идущего медведя. Введение киевского медведя с хоругви делало герб с архангелом на большой печати ВКЛ символом Новогрудского воеводства. Изображение его сохранило тип из предыдущего «киевского» периода: вместо меча, ангел в правой руке стал держать пальмовую ветку, а в левой — саблю, крылья же исчезли. Такой же герб был повторён и на больших печатях ВКЛ Иоанна III Собеского (1676—1696).
В XVIII веке «чёрный ангел» окончательно закрепился в геральдической и исторической литературе Речи Посполитой в качестве герба Новогрудского воеводства ВКЛ. Известный польский геральдист Речи Посполитой Каспер Несецкий также хотя и не предоставил изображению герба воеводства в своем фундаментальном гербовнике «Корона Польская…» (1728), но дал его точное описание: «Герб его с одной стороны ангел чёрный в красном поле, крылья распростёрты, одна рука выпрямленая опущена, другая упёрта в бок. С другой стороны — обычная Погоня» (пол. Herb iego z iedney strony Anioł czarny w czerwonym polu, skrzydła rozciągnione, ręką iedną na doł prosto spuszczona, drugą się podpiera. Z drugiey strony Pogonia zwyczayna). Ссылка им на Й. Бельского свидетельствует, что К. Несецкий описывал уже известную нам гравюру.
Из богатой геральдической и исторической литературы ХVІ — первой половины XVIII веков брали информацию о Новогрудском воеводском гербе. Оттуда же черпали свои знания и художники, которые в 1762—1764 годах оформляли посольский зал королевского замка в Варшаве.
На печати порядковой и гражданско-военной комиссии Новогрудского воеводства изображён стоящий на туче крылатый Архангел Михаил с нимбом и с мечом в ножнах, который висит на поясе. Что касается больших печатей ВКЛ в XVIII веке, то к концу существования Речи Посполитой, на них герб с изображением архангела относился только к Новогрудскому воеводству, сохранив с незначительными изменениями свой вид.

### Геральдический крест
Е. Лойко со ссылкой на гербовник Бергсхамара (1456) считал, что во времена Витовта Новогрудская земля имела герб с изображением геральдического креста. В гербовнике Линцениха (1442) годов такой же герб подписан как nowengrote. С. К. Кучиньский, вслед за публикатором А. Геймовским и Е. Лойко, также осторожно полагал, что это мог быть герб Новогрудской земли. А. Шаланда считает, что не ясно какой Новгород имелся ввиду: Великий, Северский или Новогрудок, хотя отмечает, что название герба соответствует месту княжения Лугвена Ольгердовича в Великом Новгороде. Литовский геральдист Эдмундас Римша относил его к Новгороду-Северскому. В Stemmata Polonica (1555) были помещены два герба с крестами — один серебряный в красном поле, второй — красный в серебряном, идентифицированные Г. Полечковной как гербы Волыни и Брацлавщины соответственно.
- Герб ВКЛ с печати Вел. кн. Литовского Витовтa. 1404 г.
- Герб «новгородский» (nowengrote) из гербовника Линцениха, 1420—30 гг.
- Геральдический крест из гербовника Бергшамара, 1440-е гг.
- Печать Сигизмунда (Жигимонта Кейстутовича). 1437 г.

В энциклопедии «Великое княжество Литовское» (2007) утверждается, что геральдический крест в Великом княжестве Литовском в XV веке символизировал земли Великого Новгорода, на которые Витовт претендовал и где в 1389—92, 1407—08 и 1414—12 годах был наместником его брат — князь Лугвений.